# Otto Boerner
Alexander Otto Boerner (* 6. September 1861 in Roßwein; † 21. August 1918) war ein deutscher Philologe und Lehrer. Er war Direktor des Realprogymnasiums in Blasewitz bei Dresden.

## Leben und Wirken
Otto Boerner war der Sohn eines in Roßwein praktizierenden Arztes. Bis zu seiner Konfirmation besuchte er die Bürgerschule in Roßwein, danach bis 1880 das Realgymnasium in Dresden-Neustadt. Im Anschluss studierte Boerner von Ostern 1880 bis Ostern 1885 auf den Universitäten Leipzig, Genf und Paris neuere Sprachen und Germanistik, wurde 1884 zum Dr. phil. promoviert und bestand im Januar 1885 die Prüfung für das höhere Lehramt. Das Thema seiner Dissertation lautete Raoul de Houdenc, eine stilist. Untersuchung. Bis Ostern 1886 war er Probelehrer am Königlichen Gymnasium in Dresden, dann bis Ostern 1888 als nichtständiger Lehrer am Vitzthumschen Gymnasium, und gleichzeitig von 1885 bis 1888 Französischlehrer an der Dr. Zeidlerschen Privatrealschule zu Dresden. Von Ostern 1888 bis Ostern 1907 wirkte Boerner als ständiger Lehrer am Kreuzgymnasium, wo er 1889 zum Oberlehrer und 1905 zum Professor ernannt wurde. Zu Ostern 1907 erfolgte seine Berufung als Direktor an das 1903 gegründete Realprogymnasium (Realgymn. i. E.) in Blasewitz.
Boerner hat mehrere Lehrbücher für den Französisch- und Englischunterricht konzipiert und herausgegeben, die in hohen Auflagen erschienen.

## Ehrungen
- 31. März 1904: Ernennung zum Offizier des Ordre des Palmes Académiques

## Schriften (Auswahl)
- Raoul de Houdenc, eine stilistische Untersuchung. 1884.
- Lehrbuch der französischen Sprache für Präparandenanstalten und Seminare nach den Bestimmungen vom 1. Juli 1901.
- Neusprachliches Unterrichtswerk, nach der sogen. vermittelnden Methode, zur Erlernung der französischen, der englischen und der italienischen Sprache. 1902.
- (Mitautor): Hauptregeln der französischen Formenlehre und Syntax zum Lehrbuch der französischen Sprache für preuß. Präparandenanstalten. 1913.
- La grande Guerre et le Français. München u. a. [1917].